# Bożena Karkut
Bożena Karkut (* 30. Juni 1961 in Wrocław, Volksrepublik Polen, geborene Bożena Łozińska) ist eine ehemalige polnische Handballspielerin, die mittlerweile als Trainerin tätig ist.

## Karriere

### Als Spielerin
Karkut lief ab dem Jahr 1975 in ihrer Geburtsstadt für AZS AWF Wrocław auf, mit dem sie 1984 die polnische Meisterschaft errang sowie 1980 und 1982 polnische Vizemeisterin wurde. Ab dem Jahr 1985 stand sie beim Stadtrivalen Ślęza Wrocław unter Vertrag. Nachdem die Außenspielerin ab 1989 in Jugoslawien aktiv gewesen war, schloss sie sich im Jahr 1992 dem norwegischen Verein IL Vestar Oslo an. Ein Jahr später kehrte Karkut zu AZS AWF Wrocław zurück, für den sie drei Spielzeiten aktiv war. Zwischen 1997 und 2000 stand Karkut beim österreichischen Spitzenverein Hypo Niederösterreich unter Vertrag, mit dem sie in jeder Saison das nationale Double gewann. Weiterhin gewann sie mit Hypo in den Jahren 1998 und 2000 die EHF Champions League.
Karkut bestritt 151 Länderspiele für die polnische Nationalmannschaft, in denen sie 539 Treffer erzielte. Mit 50 Treffern (davon 21 verwandelte Siebenmeter) gewann sie bei der Weltmeisterschaft 1990 die Torschützinnenkrone und wurde zusätzlich zur besten Rechtsaußenspielerin des Turniers gewählt.

### Als Trainerin
Karkut war ab August 2000 beim polnischen Frauenhandballverein MKS Zagłębie Lubin als Co-Trainerin tätig. Als Karkut im November desselben Jahres das Traineramt der Erstligamannschaft von Zagłębie Lubin übernommen hatte, war sie als einzige Frau als Trainerin einer polnischen Erstligamannschaft beschäftigt. In den ersten beiden Spielzeiten ihrer Amtszeit erreichte die Mannschaft sowohl im EHF-Pokal als auch im EHF-Europapokal der Pokalsieger das Halbfinale. Im Jahr 2009 errang Zagłębie Lubin unter ihrer Leitung mit dem polnischen Pokal den ersten Titel in der Vereinsgeschichte. Seitdem gewann Zagłębie Lubin 2011, 2021, 2022, 2023 und 2024 die polnische Meisterschaft sowie 2011, 2013, 2017, 2019, 2023 und 2024 den polnischen Pokal.
2009 und 2012 betreute Karkut die Polnische Beachhandball-Nationalmannschaft der Frauen.

## Auszeichnungen
Karkut erhielt im Jahr 2014 das silberne Verdienstkreuz der Republik Polen.